# Лапиньш, Артур Янович
Ла́пиньш, Артур Янович, иногда Лапинь (латыш. Arturs Lapiņš; 1911—1983) — советский латышский театральный художник и искусствовед. Член-корреспондент Академии художеств СССР. Народный художник Латвийской ССР (1954). Лауреат двух Сталинских премий второй степени (1950, 1951). Член ВКП(б) с 1940 года.

## Биография
Родился 29 января (11 февраля) 1911 года в селе Саты (ныне Тукумский район, Латвия).
В 1929—1932 годах учился в Латвийской АХ (Рига) у К. Е. Миесниека и К. Е. Убана. С 1934 года — участник художественных выставок. Главный художник Театра драмы Латвийской ССР (1940—1941) и ГАТОБ Латвийской ССР с 1945 года. В 1942 году — заместитель начальника Управления по делам искусств при Совете народных комиссаров Латвийской ССР. Председатель правления СХ Латвийской ССР (1953—1956). В 1945—1947 годах проректор АХ Латвийской ССР. Много работал в Москве, Ленинграде и других городах СССР. Умер в 1983 году в Риге.

## Творчество
Лапиньш оставил след в архитектуре Москвы: ему преналежит ряд рельефов на станциях метро (в том числе кованые изображения Варшавы на Варшавской, чеканные панели Китай-города и др.)

### Оформил спектакли
- 1946 — 1947 — «Лайма» (балет) А. Я. Лиепиньша
- 1949 — «Борис Годунов» М. П. Мусоргского
- 1950 — «Сакта свободы» А. П. Скулте
- 1961 — «Война и мир» С. С. Прокофьева
- 1962 — «Судьба человека» И. И. Дзержинского
- 1963 — «Катерина Измайлова» Д. Д. Шостаковича
- 1966 — «Огонь и ночь» (опера) Я. Медыньша
- 1967 — «Сквозь метели» (опера) О. Гравитиса
- 1969 — «Банюта» (опера) А. Калниньша
- 1977 — «Играл я, плясал» И. Калныньша

## Награды и премии
- Заслуженный деятель искусств Латвийской ССР (1944)
- народный художник Латвийской ССР (1954)
- Сталинская премия второй степени (1950) — за оформление оперного спектакля «Борис Годунов» М. П. Мусоргского (1949)
- Сталинская премия второй степени (1951) — за оформление балетного спектакля «Сакта свободы» А. П. Скулте (1950)
- Государственная премия Латвийской ССР (1965) — за оформление оперных спектаклей «Война и мир» С. С. Прокофьева (1961), «Судьба человека» И. И. Дзержинского (1962), «Катерина Измайлова» Д. Д. Шостаковича (1963)
- орден Ленина (03.01.1956)
- орден Октябрьской Революции
- орден Трудового Красного Знамени (10.02.1981)
- орден Красной Звезды (1946)
- медали

Член-корреспондент Академии художеств СССР (1970).
Заслуженный деятель искусств Латвийской ССР (1949), Народный художник Латвийской ССР (1954).

## Сочинения
Автор ряда монографий о классиках латышской живописи и отдельных книг об искусстве:
- «Алкснис Адам» (Рига, 1951),
- «Вальтер Янис» (Рига, 1953, в соавт. с А. Эглит),
- «Латвийская советская живопись» (Рига, 1961).